# Marija Kerševan
Marija (redovno ime Justa) Kerševan, slovenska redovnica, šolska sestra sv. Frančiška, * 25. oktober  1904, Trst, † 24. avgust 1949, Trst.

## Življenje in delo
Marija Kerševan z redovniškim imenom Justa se je rodila v družini malega kmeta in kmetice. V rojstnem kraju je končal slovensko osnovno šolo, nato učiteljišče pri šolskih sestrah v Mariboru ter tu vstopila v njihovo kongregacijo. Tik pred ukinitvijo Visoke pedagoške šole v Zagrebu je študirala na njej. Študij je nato privatno nadaljevala na Filozofski fakulteti v Ljubljani in pri profesorju Francetu Vebru predložila tezo o krščanski dobrodelnosti v srednjem veku v srednji Evropi. Ves čas od končanega učiteljišča do diplome na filozofski fakulteti je redno poučevala na sestrskih zavodih, največ v Celju in Ljubljani. V času šolanja v Zagrebu je ob izredno hudi zimi v začetku leta 1929 zbolela. Vseh naslednjih 20 let ni bila več popolnoma zdrava in je zato prezgodaj umrla.
Po okupaciji Kraljevine Jugoslavije se je aprila 1941 zatekla v sestrski zavod v Tomaju, ko pa je bil ta ukinjen pa v Trst. Živela je doma, čez dan pa hodila v Marijin dom v ulici Risorta. Tu je prevajala škofu Antoniu Santinu pridige v slovenščino. Ko so šolske sestre odprle nov dom v tržaškem predmestju pri Sv. Ivanu se je naselila tam in kmalu zatem umrla. 